# Малето
Малето (итал. Maletto) је насеље у Италији у округу Катанија, региону Сицилија.
Према процени из 2011. у насељу је живело 3877 становника. Насеље се налази на надморској висини од 950 м.

## Становништво
Према резултатима пописа становништва 2011. у општини је живело 4.015 становника.
| 1951. | 1961. | 1971. | 1981. | 1991. | 2001. | 2011. |
| ----- | ----- | ----- | ----- | ----- | ----- | ----- |
| 4.243 | 4.530 | 4.587 | 4.899 | 4.254 | 4.032 | 4.015 |